# Negureni, Telenești
Negureni este satul de reședință al comunei cu același nume  din raionul Telenești, Republica Moldova.